# هوگوشت
هوگوشت (به لاتین: Hohgwächte) یک کوه در سوئیس است که در کانتون وله واقع شده‌است. هوگوشت ۳٬۷۴۰ متر بالاتر از سطح دریا واقع شده‌است.